# Nicholas Bacon
Pour les articles homonymes, voir Bacon.
Nicholas Bacon (28 décembre 1510 - 20 février 1579) est un juriste et homme politique anglais.

## Biographie
Nicholas Bacon est né en 1509 et a effectué des études classiques à Cambridge puis des études de droit à Gray's Inn à Londres. Il se fait tout d'abord connaître en prenant part à la saisie des biens des anciens couvents anglais entre 1536 et 1539, où il en obtient une partie pour lui-même.
Il commence sa vie politique avec l'accession au trône d'Élisabeth Ire en 1558, lorsqu'il devient secrétaire d'État et Gardien du Grand Sceau. Il prend parti contre l'entrée en guerre de l'Angleterre aux côtés des protestants anglais contre Marie Stuart, et se prononce pour l'accession des Stuart à la succession d'Angleterre, à l'exception de Marie Stuart.
Nicholas Bacon est très actif également contre les catholiques et les français : après le massacre de la Saint-Barthélemy, il demande l'expulsion de tous les français du pays, et soutient une proposition d'interdiction de publier tout traité catholique. Il soutient par ses écrits l'Église d'Angleterre, souhaitant qu'elle se maintienne dans la doctrine protestante.
Il est le père de Francis Bacon, de par sa deuxième femme, Anne Cooke.

## Distinctions
- Knight Bachelor